# Матвейчик, Сергей Сергеевич
Серге́й Серге́евич Матве́йчик (бел. Сяргей Сяргеевіч Матвейчык; род. 5 июня 1988, Жлобин, Гомельская область) — белорусский футболист, защитник клуба «Гомель».

## Карьера

### Клубная
Воспитанник жлобинской СДЮШОР. Первый тренер — Владимир М. Мамаев.
В декабре 2012 года перешёл в солигорский «Шахтёр», где стал выступать на позиции правого защитника. В декабре 2013 года продлил контракт с клубом. В сезоне 2014 оставался основным правым защитником солигорчан. В августе-сентябре 2015 года не играл из-за травмы, позднее вернулся в основной состав. В ноябре вновь продлил контракт с командой. В сезоне 2016 оставался в основе, иногда уступая место на поле Игорю Бурко. В сезоне 2017 стал иногда появляться на позиции левого защитника. В ноябре 2018 года подписал новое соглашение с клубом. В августе 2019 года, после ухода Андрея Климовича, стал капитаном «Шахтёра». В начале 2020 года перестал быть капитаном команды, а в апреле был и вовсе отправлен в дубль.
В мае 2020 года покинул «Шахтёр». 2 июня Матвейчик стал игроком минского «Динамо». Закрепился в стартовом составе столичного клуба. В январе 2022 года перешёл в «Гомель».
Один из самых титулованных игроков в истории Кубка Беларуси — 4 трофея (2010/11, 2013/14, 2018/19, 2021/22). В финале Кубка Беларуси сезона-2021/22 оформил 1+1 по системе «гол+пас», внеся важный вклад в победу над борисовским БАТЭ (2:1).
Попал в рейтинг топ-30 самых важных людей в суверенной истории «Гомеля» (9-е место).

### В сборной
Бронзовый призёр молодёжного чемпионата Европы 2011 в Дании. Выступал за олимпийскую сборную Беларуси в товарищеских матчах. В октябре 2014 года был впервые вызван в национальную сборную Беларуси. Дебютировал 15 ноября 2014 года, отыграв весь матч против Испании (0:3). В 2015—2016 годах не вызывался в сборную. 1 июня 2017 года после долгого перерыва вновь сыграл за национальную сборную, проведя на поле весь второй тайм товарищеского матча против Швейцарии (0:1).
| №  | Дата            | Оппонент       | Счёт | Голы | Пасы | Карточки | Минуты | Соревнование             |
| -- | --------------- | -------------- | ---- | ---- | ---- | -------- | ------ | ------------------------ |
| 1  | 15 ноября 2014  | Испания        | 0:3  | —    | —    | —        | 90'    | Отбор ЧЕ-2016 (группа C) |
| 2  | 18 ноября 2014  | Мексика        | 3:2  | —    | —    | —        | 14'    | Товарищеский матч        |
| 3  | 1 июня 2017     | Швейцария      | 0:1  | —    | —    | —        | 45'    | Товарищеский матч        |
| 4  | 9 июня 2017     | Болгария       | 2:1  | —    | —    | —        | 90'    | Отбор ЧМ-2018 (группа A) |
| 5  | 12 июня 2017    | Новая Зеландия | 1:0  | —    | —    | —        | 19'    | Товарищеский матч        |
| 6  | 31 августа 2017 | Люксембург     | 0:1  | —    | —    | —        | 90'    | Отбор ЧМ-2018 (группа A) |
| 7  | 10 октября 2017 | Франция        | 1:2  | —    | —    | 53'      | 90'    | Отбор ЧМ-2018 (группа A) |
| 8  | 9 ноября 2017   | Армения        | 1:4  | —    | —    | —        | 16'    | Товарищеский матч        |
| 9  | 13 ноября 2017  | Грузия         | 2:2  | —    | —    | —        | 27'    | Товарищеский матч        |
| 10 | 27 марта 2018   | Словения       | 2:0  | —    | —    | —        | 9'     | Товарищеский матч        |
| 11 | 9 июня 2018     | Финляндия      | 0:2  | —    | —    | —        | 45'    | Товарищеский матч        |
| 12 | 6 сентября 2019 | Эстония        | 2:1  | —    | 1    | —        | 90'    | Отбор ЧЕ-2020 (группа C) |
| 13 | 10 октября 2019 | Эстония        | 0:0  | —    | —    | —        | 90'    | Отбор ЧЕ-2020 (группа C) |
| 14 | 16 ноября 2019  | Германия       | 0:4  | —    | —    | —        | 90'    | Отбор ЧЕ-2020 (группа C) |
| 15 | 23 февраля 2020 | Узбекистан     | 1:0  | —    | —    | —        | 90'    | Товарищеский матч        |

Итого: сыграно матчей: 15 / забито голов: 0; победы: 6, ничьи: 2, поражения: 7.

## Достижения
«Гомель»
- Бронзовый призёр чемпионата Беларуси (1): 2011
- Обладатель Кубка Беларуси (2): 2010/11, 2021/2022
- Обладатель Суперкубка Беларуси (1): 2012

«Шахтёр» (Солигорск)
- Серебряный призёр чемпионата Беларуси (3): 2013, 2016, 2018
- Обладатель Кубка Беларуси (2): 2013/14, 2018/19
- Бронзовый призёр чемпионата Беларуси (4): 2014, 2015, 2017, 2019

«Динамо» (Минск)
- Бронзовый призёр чемпионата Беларуси: 2021

Молодёжная сборная Беларуси
- Бронзовый призёр молодёжного чемпионата Европы: 2011